# Tokarski Potok (Dobka)
Die Tokarski Potok ist ein rechter Zufluss der Dobka in den Schlesischen Beskiden von 1,4 Kilometern Länge. Der Fluss entspringt an den südwestlichen Hängen der Bukowa und fließt nach Westen. Er durchfließt den Ortsteil Tokarnia von Wisła, bevor er in Ustroń Dobka in die Dobka, einem Nebenfluss der Weichsel, mündet.